# Petrus Astronomus

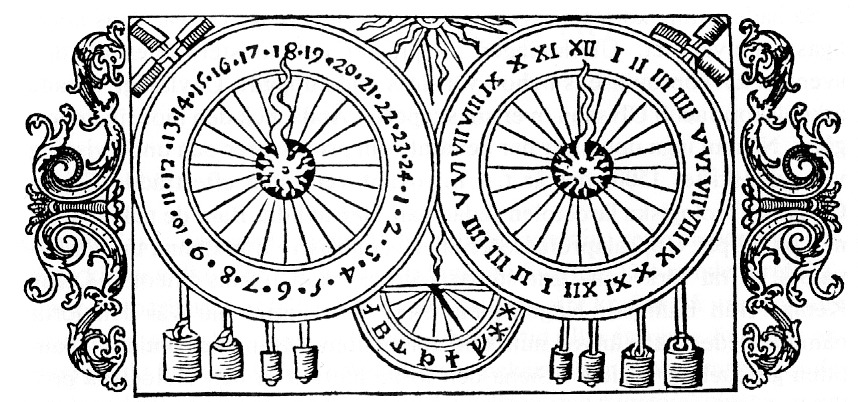
Gravure du XVIe siècle tirée de l' Histoire d'Olaus Magnus, réputée décrire l'horloge astronomique de la cathédrale d'Uppsala.

Petrus Astronomus est un moine du monastère de Vadstena, en Suède qui construisit en 1506 une horloge astronomique pour la cathédrale d'Uppsala. Cet instrument, outre les heures et les minutes, marquait aussi les phases de la Lune et la position des planètes. Il fut réparé un siècle plus tard par Christopher Polhem mais disparut dans l'incendie de la cathédrale en 1702. Entre 1508 et 1509, Petrus Astronomicus donna une série de conférences d'astronomie à Uppsala.
On le confond parfois avec Conrad Dasypodius qui fabriqua, lui, l'horloge astronomique de la cathédrale de Strasbourg.

## Source de la traduction
- (en) Cet article est partiellement ou en totalité issu de l’article de Wikipédia en anglais intitulé « Petrus Astronomus » (voir la liste des auteurs).